# J. A. C. Redford
J. A. C. Redford, de son nom complet Jonathan Alfred Clawson  Redford, est un compositeur et orchestrateur américain né le 14 juillet 1953 à Los Angeles (Californie).

## Filmographie

### Cinéma
- 1978 : Christmas Snows, Christmas Winds
- 1978 : Stingray
- 1984 : Automan
- 1985 : Cry from the Mountain
- 1985 : Mémoires du Texas (The Trip to Bountiful)
- 1986 : La Cinquième Dimension (The Twilight Zone)
- 1986 : Extremities
- 1988 : Oliver et Compagnie (Oliver and Company)
- 1992 : Newsies
- 1994 : Les Petits Champions 2 (D2: The Mighty Ducks)
- 1995 : Le Kid et le Roi (A Kid in King Arthur's Court)
- 1995 : Les Poids lourds (Heavy Weights)
- 1995 : Bye Bye Love
- 1996 : Les Petits Champions 3 (D3: The Mighty Ducks)
- 1999 : The Joyriders
- 2003 : George of the Jungle 2 (vidéo)
- 2006 : Leroy et Stitch (vidéo)

### Télévision

#### Série télévisée
- 1977 : James at 15 (en)
- 1979 : 240-Robert
- 1982 : Côte Ouest (Knots Landing)
- 1981 : American Dream
- 1982 : Fame
- 1982 : King's Crossing (en)
- 1989 : Sacrée Famille (Family Ties)
- 1983 : Voyagers
- 1982 : Tucker's Witch
- 1983 : Trauma Center
- 1983 : Cutter to Houston (en)
- 1984 : Les Petits Génies (Whiz Kids)
- 1983 : Happy Endings
- 1984 : La Fièvre d'Hawaï
- 1984 : Espion modèle (Cover Up)
- 1994 : Arabesque (Murder, She Wrote)
- 1989 : Coach
- 1990 : A Son's Promise
- 1990 : Capital News
- 1991 : The Astronomers
- 1991 : Princesses
- 1992 : Des Souris à la Maison-Blanche (Capitol Critters)
- 1992 : Home Fires
- 1992 : Delta
- 1994 : The Road Home
- 1996 : Sept à la maison (7th Heaven)
- 1996 : Adventures from the Book of Virtues

#### Téléfilm
- 1981 : Bret Maverick
- 1982 : The Long Summer of George Adams
- 1982 : Honeyboy
- 1984 : Helen Keller: The Miracle Continues
- 1985 : Le Code Rebecca (The Key to Rebecca)
- 1985 : La Course vers le sommet (Going for the Gold: The Bill Johnson Story)
- 1986 : Alex: The Life of a Child
- 1986 : Easy Prey
- 1987 : Independence
- 1987 : Stamp of a Killer
- 1987 : The Long Journey Home
- 1988 : Save the Dog!
- 1989 : Breaking Point (en)
- 1990 : Web of Deceit
- 1991 : Stop at Nothing
- 1991 : L'Amour avant tout (Locked Up: A Mother's Rage)
- 1991 : Conagher
- 1993 : Kiss of a Killer
- 1993 : For Their Own Good
- 1994 : One More Mountain
- 1994 : Fatalité (And Then There Was One)
- 1994 : Is There Life Out There?
- 1995 : Naomi and Wynonna: Love Can Build a Bridge
- 1996 : For the Future: The Irvine Fertility Scandal
- 1997 : Au nom de toutes les femmes (Two Voices)
- 1997 : Les Secrets du silence (What the Deaf Man Heard)
- 1998 : Chance of a Lifetime
- 1998 : Mama Flora's Family
- 1998 : Grace and Glorie
- 1999 : Au fil de la vie (My Last Love)
- 1999 : La Promesse d'une mère (The Promise)
- 2000 : La Couleur de l'amour (The Color of Love: Jacey's Story)